# Chrysometa craigae
Chrysometa craigae là một loài nhện trong họ Tetragnathidae.
Loài này thuộc chi Chrysometa. Chrysometa craigae được Herbert W. Levi miêu tả năm 1986.